# Tachyoryctes ankoliae
Tachyoryctes ankoliae là một loài động vật gặm nhấm trong họ Spalacidae. Nó được tìm thấy ở Angola và Uganda. Môi trường sống tự nhiên của chúng là thảo nguyên ẩm ướt và đất canh tác.